# Charlton Island, Nunavut
Charlton Island är en ö i Kanada.   Den ligger i Jamesbukten i territoriet Nunavut, i den östra delen av landet, 800 km norr om huvudstaden Ottawa. Arean är 302 kvadratkilometer.
Terrängen på Charlton Island är platt. Öns högsta punkt är 71 meter över havet. Den sträcker sig 21,6 kilometer i nord-sydlig riktning, och 27,8 kilometer i öst-västlig riktning.
Trakten runt Charlton Island är nära nog obefolkad, med mindre än två invånare per kvadratkilometer.